# ماكوتو سيكوا
ماكوتو سيگَوا (باليابانية: 瀬川 誠) (مواليد 26 نوفمبر 1974)، هو لاعب كرة قدم ياباني سابق كان يلعب كمهاجم.

## وصلات خارجية
- ماكوتو سيكوا على موقع رابطة كرة القدم اليابانية للمحترفين (اليابانية)